# Spitzberg (Landsberg)

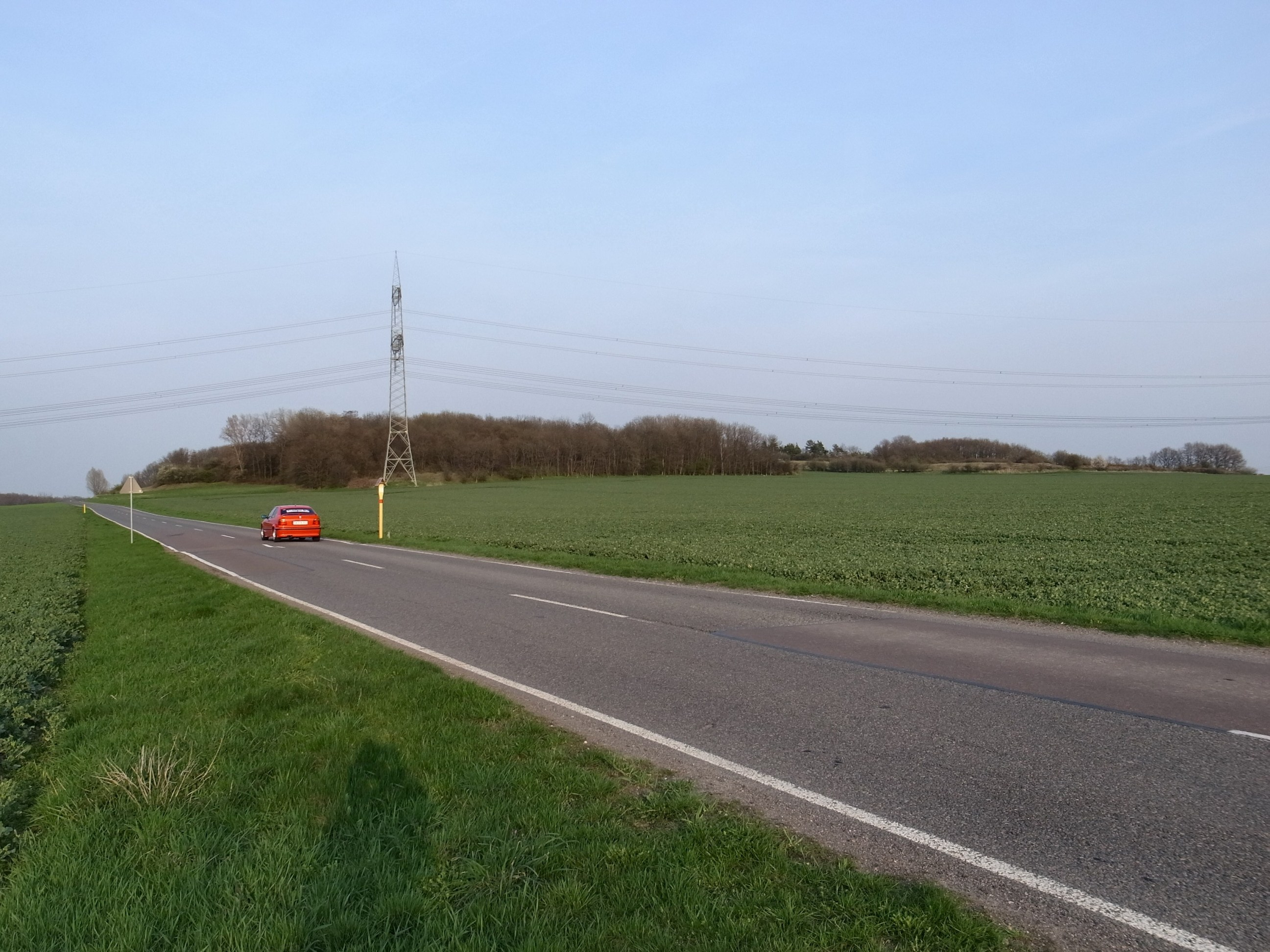
Der Spitzberg

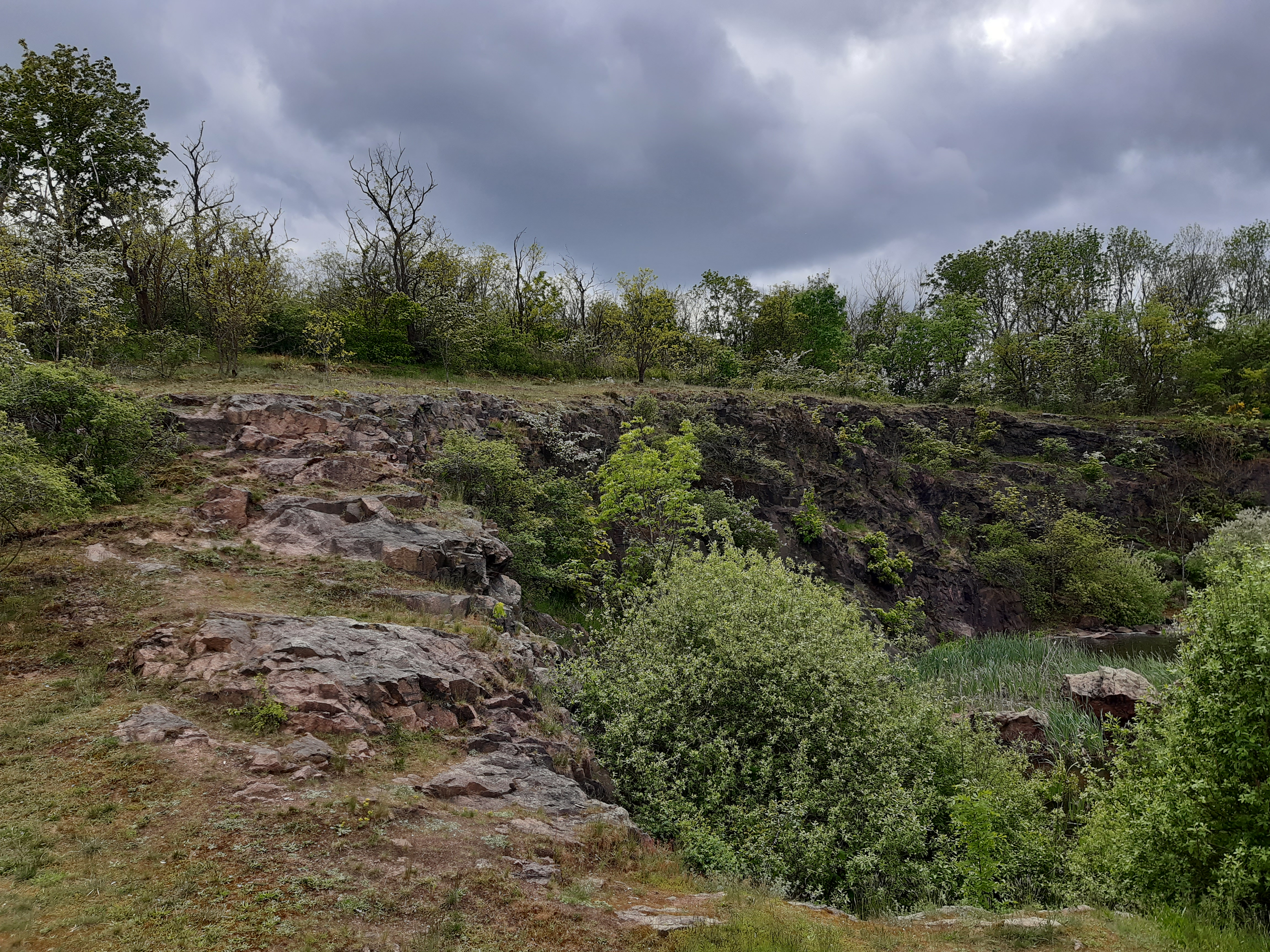
Steinbruch am Spitzberg

Der Spitzberg ist eine Erhebung im östlichen Saalekreis. Er ist 136 m ü. HN hoch und liegt zwischen der Stadt Landsberg im Osten und Hohenthurm im Westen. Er gehört neben dem Gützer Berg und dem Pfarrberg zum Landschaftsschutzgebiet Porphyrkuppenlandschaft bei Landsberg (LSG0069SK). 
Unmittelbar nördlich des Spitzberges verläuft die Verbindungsstraße der beiden Orte und noch einige hundert Meter weiter nördlich liegt die B100. Unmittelbar am Südhang verläuft die Bahnstrecke Berlin–Halle.

## Botanik
Der Naturraum gestaltet sich unmittelbar auf dem Berg durch Bäume und Sträucher. An den Randgebieten finden sich vorwiegend kleinere Laubbäume wie die Robinie und Dornengewächse wie der Rotdorn. Auf der Anhöhe sind Kiefern und Birken anzutreffen. Alle freien Flächen des Spitzbergs sind mit einer Trockenwiese bedeckt, die charakteristische Kräuter und Gräser aufweist.
Bis in die 1950er Jahre war die Erhebung frei von hölzernen Gewächsen. Erst durch das systematische Aufforsten während der DDR erhielt der Spitzberg sein heutiges Aussehen. Die Flächen um den Hügel werden schon seit jeher für die Landwirtschaft genutzt. 

## Geologie
Bereits vor dem 20. Jahrhundert entstanden die ersten Steinbrüche um den Berg herum. An ihnen kann man die Zusammensetzung des Spitzbergs am deutlichsten erkennen. Es handelt sich dabei um Vulkanite, genauer gesagt um Porphyr bzw. Porphyrite. Der umliegende Boden zeichnet sich durch Löss und Sandlöss aus, welcher in den höheren Lagen durch Parabraunerden bedeckt wird.

## Frühgeschichte
Am Spitzberg lassen sich mindestens vier archäologische Kulturen nachweisen. Die Baalberger Kulturgruppe ist die chronologisch erste und wurde innerhalb des Grabhügels nachgewiesen. Eindeutige Siedlungsfunde dieser Gruppe wurden bisher nicht erbracht, so dass nur von einer Bestattung ausgegangen werden kann. 
Die Salzmünder Kultur kann sowohl in einen Zusammenhang mit Grab- als auch mit Siedlungsfunden gebracht werden. Das am Grabhügel anschließende Erdwerk ist ein Indiz dafür, dass die Niederlassung befestigt war und sich der Kern des Areals am Südhang befand. Da sich einige Funde der Salzmünder Gruppe typologisch mit solchen der Bernburger Gruppe überschneiden, kann angenommen werden, dass sich deren Aktivität auf die Zeit um 3200 bis 3000 v. Chr. beschränkte.
Das schnurkeramische Grab auf der Anhöhe des Spitzbergs ist das einzige seiner Art in der näheren Umgebung. Siedlungsfunde dieser Kultur sind bisher nicht bekannt. Aufgrund der Lage des Grabes kann davon ausgegangen werden, dass mit der schnurkeramischen Bestattung eine Erweiterung des Grabhügels einherging.
Gräber der Lausitzer Kultur sind am häufigsten anzutreffen und konzentrieren sich – bis auf eine Ausnahme – auf das Urnengräberfeld im Südwesten der Porphyrerhebung. Die vermutete Siedlung wird weiträumig durch Erdwerke begrenzt. Siedlungsfunde beweisen die Existenz von metallverarbeitendem und salzsiedendem Handwerk. Die Ausstattung der Urnengräber lässt die Möglichkeit offen, dass eine soziale Hierarchie bestand. Alle Funde können der ausgehenden Bronzezeit (1200 bis 800 v. Chr.) zugeordnet werden.
Der Spitzberg ist mit seinen zahlreichen historisch bedeutsamen Artefakten keine Ausnahme in diesem Gebiet. In und um Landsberg wurden während der letzten 150 Jahre viele Funde gemacht, die das Ausmaß der damaligen Besiedlungsdichte nur erahnen lassen.